# エクストリームG2
エクストリームG2は、アクレイムジャパンが1999年に発売した、NINTENDO 64用ゲームソフト。

## ゲーム概要
Nintendo64の3D描画機能を生かしたモータースポーツゲームである。
前作『エクストリームG』に比して、新しいマシン・ライダーが追加された。また新しいエリアも追加され、それぞれデテールアップしている。相手を攻撃するための新型武器も追加された。前作に続き、奇抜なコースレイアウトが多い。
なお、発売元のアクレイムは既に倒産しており、アクレイム・ゲームズへと商標が移っている。